# Куэва Энрикес, Бальтасар де ла
Бальтасар де ла Куэва Энрикес и Сааведра, граф де Кастельяр, маркиз де Малагон (исп. Baltasar de la Cueva Enríquez y Saavedra, conde del Castellar, marqués de Malagón; 12 апреля 1626, Мадрид, Испания — 2 апреля 1686, Мадрид, Испания) — испанский дипломат и колониальный чиновник. Вице-король Перу с 1674 по 1678.

## Биография
Учился в Университете Саламанки. В течение своей карьеры Бальтасар де ла Куэва занимал различные дипломатические должности и служил на благо испанской короны. Высшим постом, который он занимал, стала должность вице-короля Перу.
В честь его прибытия в Перу, 11 августа 1674 года в Кальяо был устроен бой быков, затем коррида была проведена также в Лиме 6 ноября.
Одним из первых его решений в колонии стало сокращение праздников, он обратился к аудиенции с предложением сократить количество праздничных дней, число которых превысило 35 дней. Вместе с церковными праздниками получалось, что большая часть года состоит из выходных дней, аудиенция приняла предложения вице-короля 14 мая 1676 года.
В течение его периода администрации были в значительной мере упорядочены законы, действовавшие в колонии. Им также были предприняты серьёзные шаги по укреплению тихоокеанского побережья от нападения английских и голландских пиратов. В 1675 году им была послана экспедиция для проверки сообщения об основании англичанами форпоста в Патагонии.

## Восстание Педро Бохоркеса
В его правление произошло восстание коренного населения Перу, связанное с мошенничеством. В вице-королевстве распространялись слухи и различные легенды о якобы огромных богатствах, спрятанных инками в местных пещерах и озёрах, естественно, эти слухи сильно будоражили сознание колонистов. Некий Педро Чамихо, больше известный как Педро Бохоркес, крестьянин, родившийся в Кито, по другим данным в Испании, решил использовать эти слухи с целью получения власти и наживы. Он объявил себя Инкой Хуальпа и утверждал, что он потомок Атауальпа, и присвоил себе титул принца Анд. Он прекрасно владел языком кечуа, что способствовало распространению его лжи среди коренного населения. Бохоркес утверждал, что он знает, где находятся огромные сокровища, он добился приёма у губернатора Рио-де-ла-Платы Алонсо Меркадо и Вильякорта. Губернатору он рассказал свою легенду, и объяснил, что он может узнать и открыть многие места, где спрятаны сокровища, но для этого губернатор должен признать его «принцем Земли». Губернатор действительно позволил местному коренному населению признать его принцем. Губернатор также выезжал со своим окружением для встречи и поздравления нового Инки.
Вскоре вице-король Бальтасар де ла Куэва узнал об этом мошеннике и приказал взять его под арест. Бохоркес же направился к своим сторонникам в Анды и объявил испанцев предателями и подстрекал местное население к восстанию. Индейцы из племени кальчаки подняли восстание, но быстро были разгромлены, оставшиеся в живых были жестоко наказаны. Многие другие племена, сочувствовавшие и поддержавшие Бохоркеса, были выселены со своих традиционных мест проживания. Сам Бохоркес был взят в плен и повешен в Лиме.

## Окончание полномочий
Конфликт с влиятельными торговцами в колонии привёл Бальтасара де ла Куэва к отставке. 7 июля 1678 года на посту вице-короля заменил архиепископ Лимы Мельчор Линьян и Киснерос. 21 сентября 1681 года де ла Куэва отплыл в Испанию из порта Кальяо.
Скончался Бальтасар де ла Куэва в Мадриде в 1686 году.